# Bhilwara
Bhilwara (Hindi: भीलवाड़ा, Bhīlvāṛā) ist eine Stadt (Municipal Corporation) in der Region Mewar des indischen Bundesstaates Rajasthan, und Hauptort des gleichnamigen Verwaltungsdistrikts. 
Die Einwohnerzahl betrug beim Zensus 2011 rund 360.000.
Als eine Folge der bedeutenden Textilindustrie, die in Bhilwara angesiedelt ist, gibt es auch einen großen Kleidungsmarkt. Daneben gibt es Metallindustrie.
Der nächste Flughafen liegt in Udaipur, 171 Kilometer entfernt.